# FranciscoI. Madero, Coahuila
FranciscoI. Madero là một đô thị thuộc bang Coahuila, México. Năm 2005, dân số của đô thị này là 51528 người.